# NHK八戶支局
NHK八戶支局（日语：／ Enueichikei Hachinohe Shikyoku），是NHK青森放送局位於青森縣八戶市的支局，作為NHK在下北、青森縣南部地區的採訪據點。

## 外部連結
- NHK青森放送局（页面存档备份，存于） （日語）